# Émile Saulieu
Émile Joseph Schuller dit Émile Saulieu, né le 24 juillet 1872 dans le 19e arrondissement de Paris et mort le 7 juillet 1947 dans le 9e arrondissement, est un acteur français.

## Biographie
En dehors des quelques articles qui ont été consacrés aux pièces et aux films auxquels il a participé, on sait peu de choses sur Émile Schuller, surtout pour tout ce qui concerne son début de carrière qui n'est pas documenté avant 1906. Il avait alors 34 ans. Cependant, une mention marginale sur son acte de naissance nous informe qu'il s'est marié à Bruxelles en janvier 1899, ce qui laisse à penser qu'il aurait débuté sur les scènes de théâtre belges avant de s'installer à Paris au tout début du XXe siècle.
En septembre 1912, Émile Saulieu fait la une des journaux de l'époque en demandant réparation par un duel à l'épée à Georges Bannel, fils du directeur des Folies-Bergère et secrétaire général de l'établissement. Ce duel fait suite à une altercation et aux voies de faits intervenues quelques jours plus tôt entre les deux hommes pendant l'entracte dans le hall de la salle de spectacle. Blessé profondément à l'avant-bras, l'acteur ne peut reprendre le combat qui doit être interrompu. Les arbitres décident alors de mettre fin au duel sans qu'aucune réconciliation n'intervienne pour autant entre les deux parties.
Pendant la guerre de 1914-1918, Émile Saulieu est mobilisé dans l'armée territoriale et traverse le conflit loin du front et des scènes de théâtre. Après l'Armistice, il reprend le chemin des salles de spectacles puis à partir de 1933, celui des plateaux de cinéma jusqu'à la Seconde Guerre mondiale où sa carrière est à nouveau interrompue. Il meurt trois ans à peine après la Libération de Paris à l'âge de 75 ans.

## Théâtre
- 1906 : Le Trait d'union, pièce en un acte de Marie-Thérèse Sylviac, au Théâtre-Royal (19 mars) : De Ronsey[6]
- 1907 : La Retraite, comédie-dramatique de Franz Adam Beyerlein au théâtre de Château-Thierry (novembre) : le lieutenant de Lauffen
- 1908 : Les Tribulations d'un gendre, comédie-vaudeville d'Ernest Grenet-Dancourt et Eugène Héros, au théâtre Cluny (mars) : Lucien Rinel, le gendre
- 1909 : La Vierge du Forum, fantaisie en un acte de Pierre Veber et Guillaume Wolff, à la Comédie-Royale (8 juin) : Secundus[7]
- 1909 : La Solution élégante, comédie en un acte de Georges Delamare, à la Comédie-Royale (8 juin) : Pierre Appremont
- 1909 : Jaspinons, pièce en acte de Fred Isly[8], à la Comédie-Royale (4 octobre) : Paul des Enclaves
- 1911 : Le Père la Frousse, vaudeville en trois actes et quatre tableaux d'Alexandre Fontanes[9], au théâtre Cluny (20 janvier) : La Mulatière
- 1911 : La Boniche, comédie en trois actes d'Henri Moreau et Marc-Sonal[10], au théâtre Cluny (5 avril) : Gaston Miramont[11]
- 1913 : Le Faux modèle, comédie en un acte d'Edouard Daurelly[12], au théâtre Cluny (31 janvier)[13]
- 1913 : La Cocotte bleue, vaudeville en quatre actes d'Émile Herbel[14], musique d'Auguste Bosc, au théâtre Cluny (31 janvier) : Henri Barfleur[15]
- 1913 : Monsieur le Juge, vaudeville en quatre actes de Marcel Nancey et Jean Rioux, au théâtre Cluny (10 octobre) : Plantin
- 1913 : Les Carabistouilles du fantassin Gaspard, farce belge en trois actes de Fernand Wicheler, au théâtre Cluny (27 décembre) : Roland
- 1914 : Mademoiselle Josette, ma femme, comédie en quatre actes de Paul Gavault et Robert Charvay, au Nouveau Théâtre (15 janvier) : Ternay
- 1921 : Arsène Lupin, pièce policière en quatre actes de Maurice Leblanc et Francis de Croisset, au théâtre de l'Empire (juillet) : l'inspecteur Guerchard
- 1921 : Simone est comme ça, comédie en trois actes d'Yves Mirande et Alex Madis, au théâtre des Capucines (27 octobre)
- 1924 : Le Chemin des écoliers, comédie en trois actes d'André Birabeau, au théâtre des Mathurins (7 avril) : Henri Salbrejan
- 1927 : Masque et visage, grotesque en trois actes de Luigi Chiarelli[16], traduction française de Victor André, au théâtre de l'Avenue (10 mars) : Marc Miliotti
- 1929 : Le Roi boit, comédie-vaudeville en trois actes de Raoul Praxy, au théâtre Fémina (24 juin)
- 1932 : La Maison Philibert, pièce en trois actes et six tableaux de Georges Normandy, José de Bérys et Noré Brunel d'après le roman de Jean Lorrain, mise en scène de René Bussy, au Moulin de la Chanson (février)
- 1937 : La Femme d'une heure, pièce en quatre actes d'Alfred Gragnon au théâtre Mogador (février) : le Baron
- 1943 : L'Amant de Bornéo, comédie en trois actes et quatre tableaux de Roger Ferdinand et José Germain, au théâtre des Nouveautés (mai)
- 1946 : Ce soir, je suis garçon !, pièce en trois actes et six tableaux d'Yves Mirande et André Mouëzy-Eon, mise scène de Jacques Baumer, au théâtre Antoine (novembre) : le Général

## Filmographie
- 1933 : Les Deux Orphelines de Maurice Tourneur : le marquis de Presles[17]
- 1933 : Bouton d'or, court-métrage d'Andrew Brunelle
- 1935 : Le Crime de Monsieur Pégotte, court-métrage de Pierre-Jean Ducis
- 1935 : Ernest a le filon, court-métrage d'Andrew Brunelle
- 1935 : Quelle drôle de gosse / Une sacrée gosse de Léo Joannon : le tapeur
- 1935 : Baccara d'Yves Mirande et Léonide Moguy : le greffier du tribunal[18]
- 1935 : La Clef des champs, court-métrage de Pierre-Jean Ducis[19]
- 1936 : Train de plaisir de Léo Joannon : un voyageur
- 1936 : Sept hommes, une femme / Sept hommes d'Yves Mirande : Pierre
- 1936 : Le Grand Refrain d'Yves Mirande et Robert Siodmak : le domestique de Barfleur[20]
- 1936 : Messieurs les ronds-de-cuir d'Yves Mirande : le concierge
- 1937 : Le Chemin de Rio / Cargaison blanche de Robert Siodmak : le chef des archives
- 1937 : À nous deux, madame la vie / Le Gagnant de René Guissart et Yves Mirande : le directeur de la prison
- 1940 : L'Émigrante de Léo Joannon : le commandant du 'Winnipeg'
- 1945 : Son dernier rôle de Jean Gourguet[21]

## Sources
- Ciné-Ressources[22]
- Site Les Gens du Cinéma[23]